# Oakdale (Illinois)
Oakdale – wieś w Stanach Zjednoczonych, w stanie Illinois, w hrabstwie Washington.